# اولیوار لووااس
اولیوار لووااس (انگلیسی: Ole Ivar Lovaas؛ ۸ مه ۱۹۲۷ – ۲ اوت ۲۰۱۰ (سن ۸۳)) روان‌شناس و استاد دانشگاه کالیفرنیا، لس‌آنجلس اهل نروژ بود.